# 4 Batalion Strzelców Karpackich

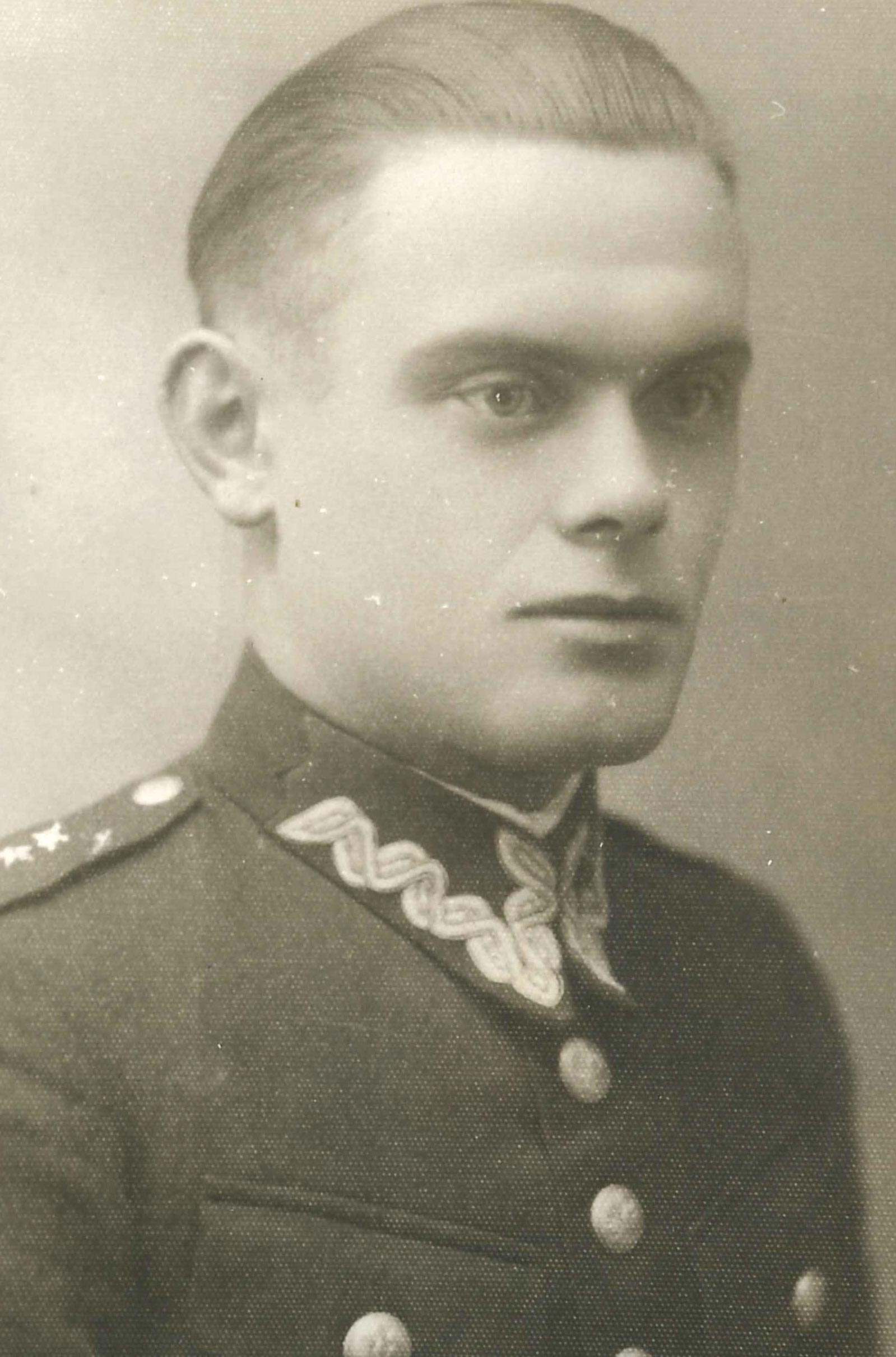
Por. Zygmunt Buczyński – we wrześniu 1939 r. dowódca 2 kompanii ckm 14 pułku piechoty. Po wyzwoleniu z oflagu służył w 3 kompanii 4 Batalionu Strzelców Karpackich.

4 Batalion Strzelców Karpackich (4 bsk) – oddział piechoty Polskich Sił Zbrojnych.

## Formowanie i zmiany organizacyjne
4 batalion strzelców karpackich został sformowany w maju 1942, w Palestynie, w składzie 2 Brygady Strzelców Karpackich, na podstawie zarządzenia dowódcy Wojsk Polskich na Środkowym Wschodzie L.dz.2130/I/Tjn./42 z dnia 30 kwietnia 1942. Batalion sformowano ze składu 25 pułku piechoty 9 Dywizji Piechoty Polskich Sił Zbrojnych w ZSRR przybyłej podczas I ewakuacji z ZSRR.

## Działania bojowe
W kampanii włoskiej 1944–1945 walczył w składzie macierzystej brygady.
Po wojnie batalion, będąc w składzie wojsk okupacyjnych, pełnił między innymi służbę wartowniczą. W lutym 1946 ochraniał obiekty wojskowe w rejonie Bitonto.
W 1946 roku został przetransportowany do Wielkiej Brytanii, a w następnym roku rozformowany.
11 listopada 1966 roku nadano batalionowi Order Virtuti Militari.

## Żołnierze batalionu
Dowódcy batalionu

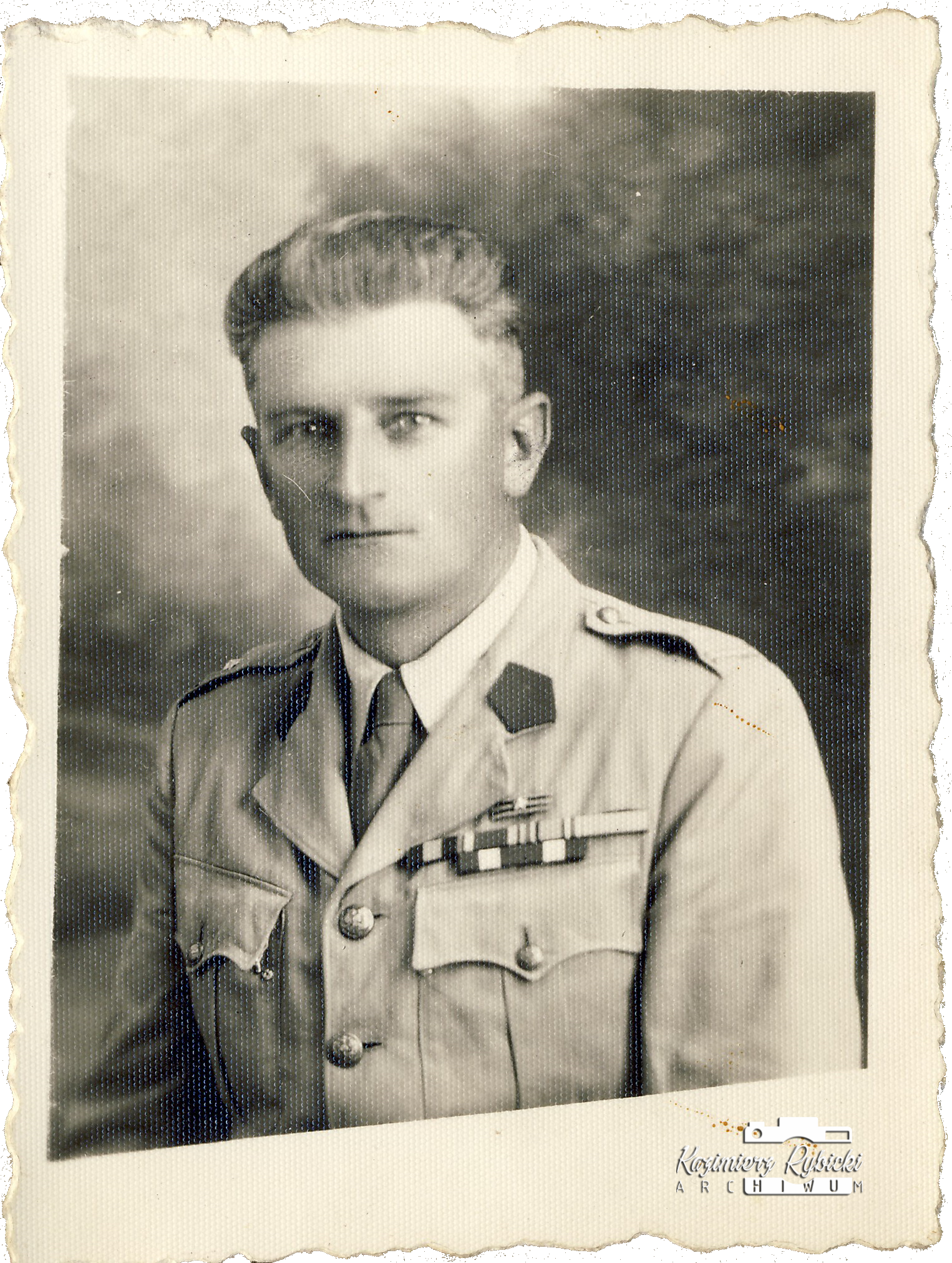
Mjr Kazimierz Zygmunt Rybicki. Powstaniec wielkopolski 1918/1919, żołnierz Wojska Polskiego 1920-1939 oraz Polskich Sił Zbrojnych na Zachodzie 1941-1945. W 1942 r. był zastępcą dowódcy 4 Batalionu Strzelców Karpackich.

- ppłk piech. Piotr Perucki (V 1942 – 4 VII 1943 → dowódca Rejonu Etapowego Egipt[4])
- ppłk piech. Karol Fanslau (4 VII 1943[5] – † 17 V 1944)
- mjr art. Józef Stojewski-Rybczyński († 17 V 1944[6])
- mjr Melik Somchjanc (17 V – 5 VII 1944[7])
- kpt. / mjr Antoni Maszewski (5 VII – †5 VIII 1944[8][9])
- mjr Andrzej Paluch (5 VIII – 10 VIII 1944[9])
- mjr Marian Karol Jasiński (10 VIII – 3 IX 1944[7])
- mjr Andrzej Konstanty Racięski (3 IX 1944 – 1947[7])

Zastępcy dowódcy batalionu
- mjr Kazimierz Zygmunt Rybicki (9 V 1942 - 7 XI 1942)[10]

- mjr Artur Bronisław Dubeński (10 XI 1942 – V 1944[11])
- mjr Melik Somchjanc (3 V -17 V 1944[9])
- kpt. Antoni Maszewski (9 VI – 5 VII 1944[9])
- kpt. Stanisław Jandzis (10 VIII – X 1944[9])
- kpt. Aleksander Waroczewski (od X 1944[12])

Oficerowie
- ppor. Tadeusz Barwicki KWx2
- ppor. Stanisław Depowski † 17 V 1944
- ppor. Tadeusz Pawłowski
- ppor. Edmund Wilkosz † 18 V 1944
- ppor. Kazimierz Ziajka

Podoficerowie
- chor. Franciszek Pietrzak
- kpr. pchor. Ludwik Brykner

## Odznaka batalionu
Odznaka specjalna: wykonana z białego metalu, oksydowana na stare srebro. Oznaka ma formę kompozycji składającej się z ośmiu liści ostu ułożonych promieniście, na którą nałożony jest kolisty wieniec świerkowy. W środku koło obrzeżone ząbkami. Na wieńcu inicjały „2 BSK”, w centrum cyfra „4”.
Odznakę noszono na berecie, na podkładce z ciemnozielonego sukna po lewej stronie, w odległości 10 cm od środka orzełka. Na patkach kołnierza zezwolono nosić oznaki o średnicy 2 cm, bez podkładki sukiennej. Wykonywała ją firma: F. M. Lorioli, Milano – Roma.

## Marsze i walki

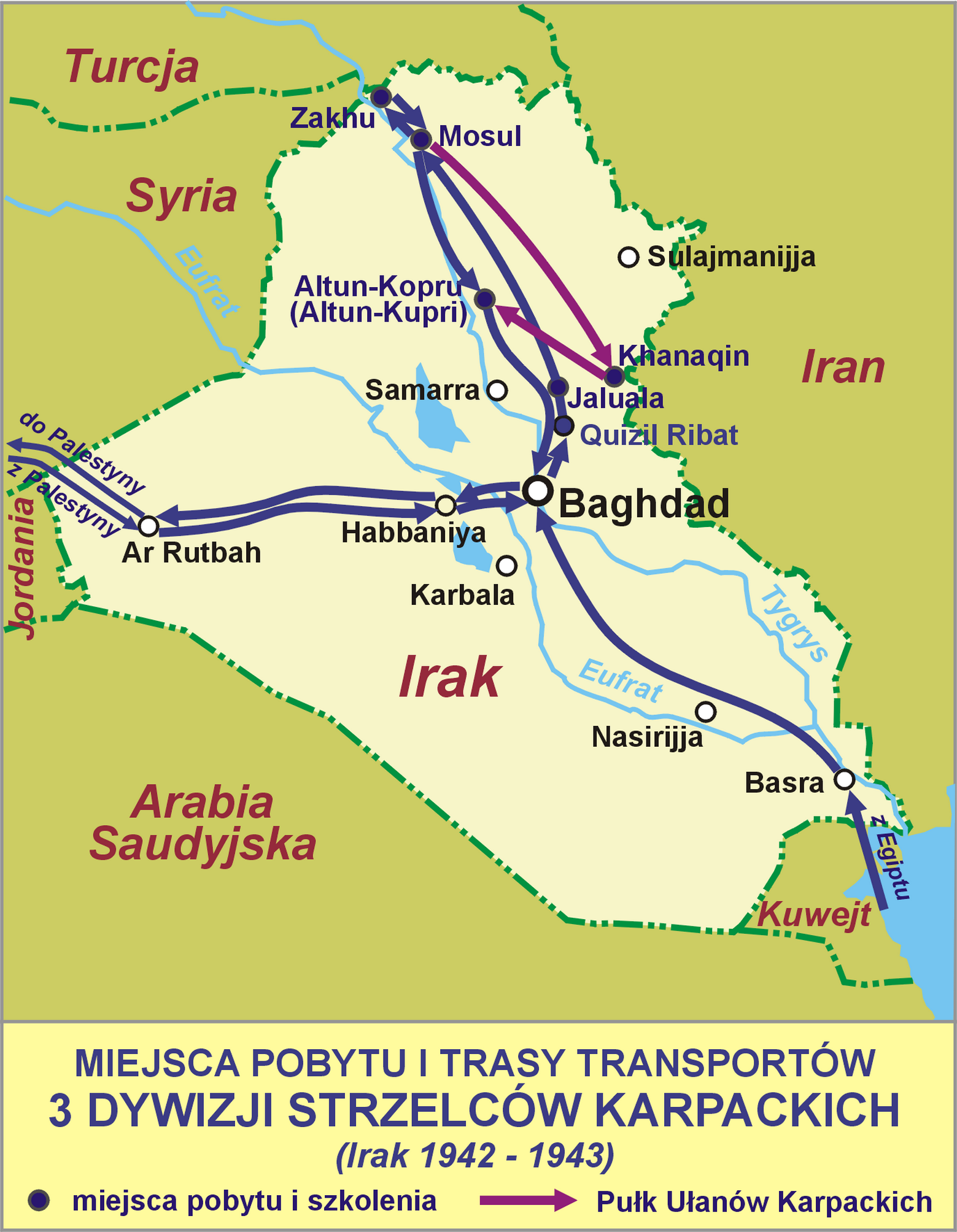
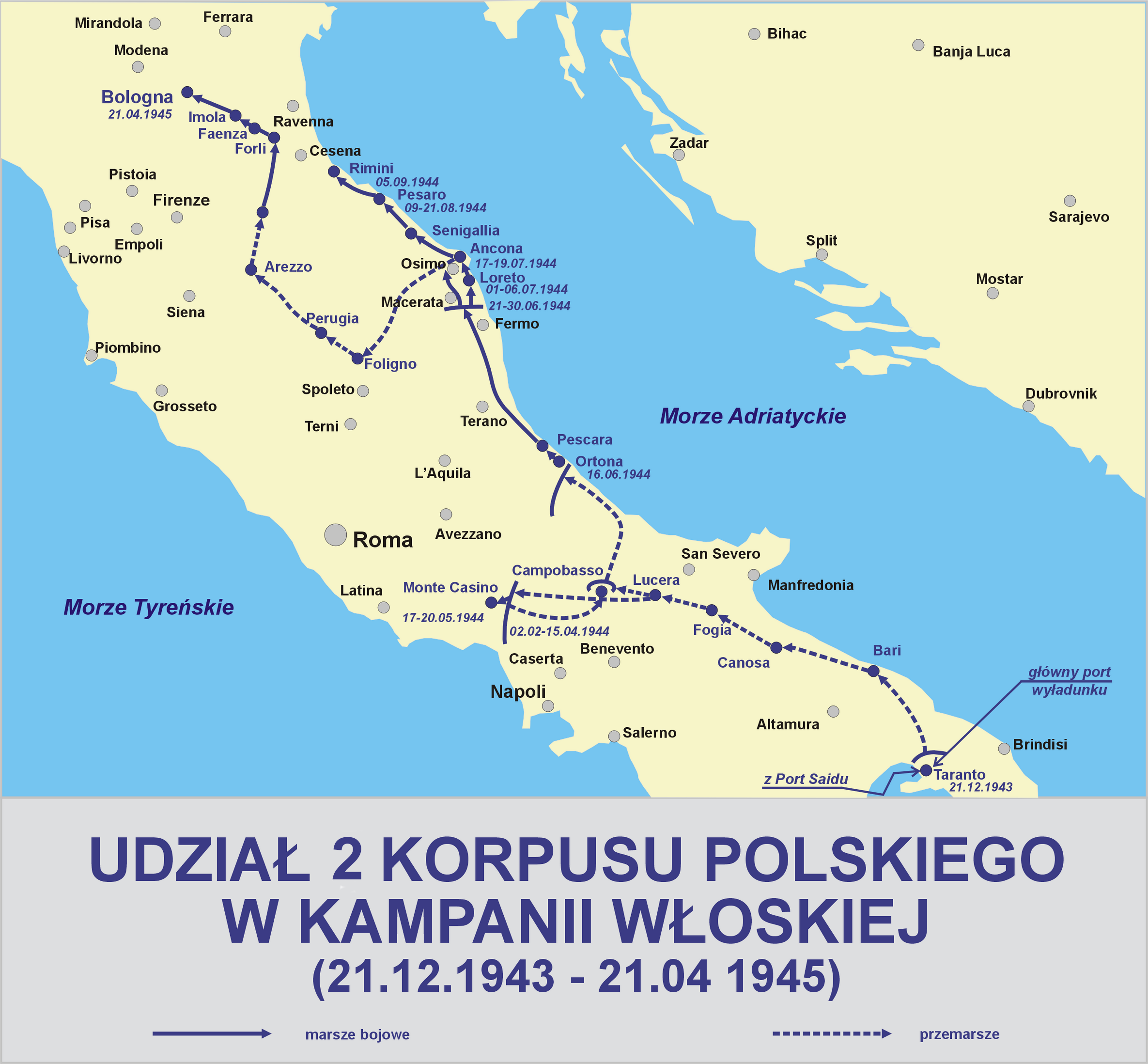
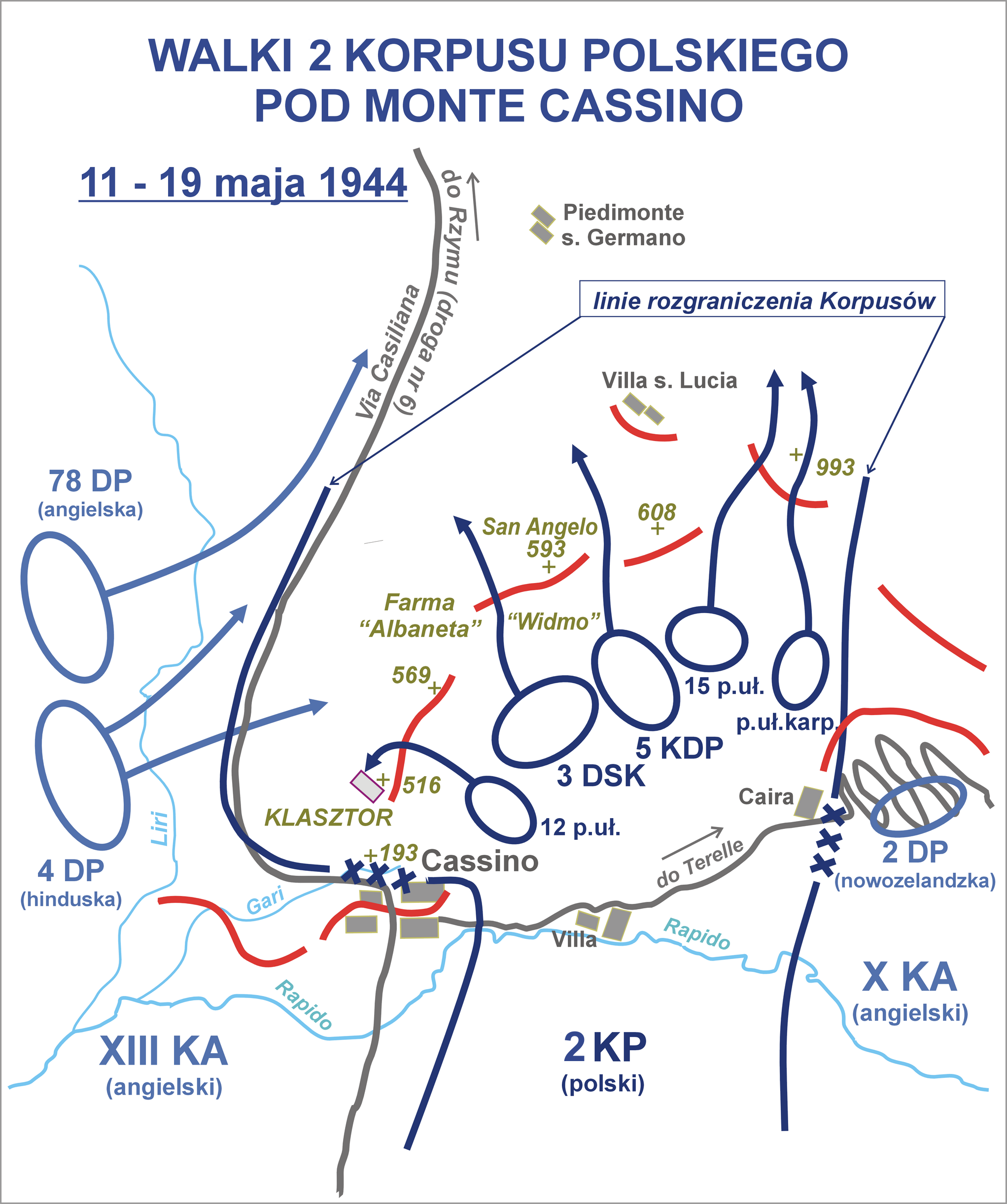
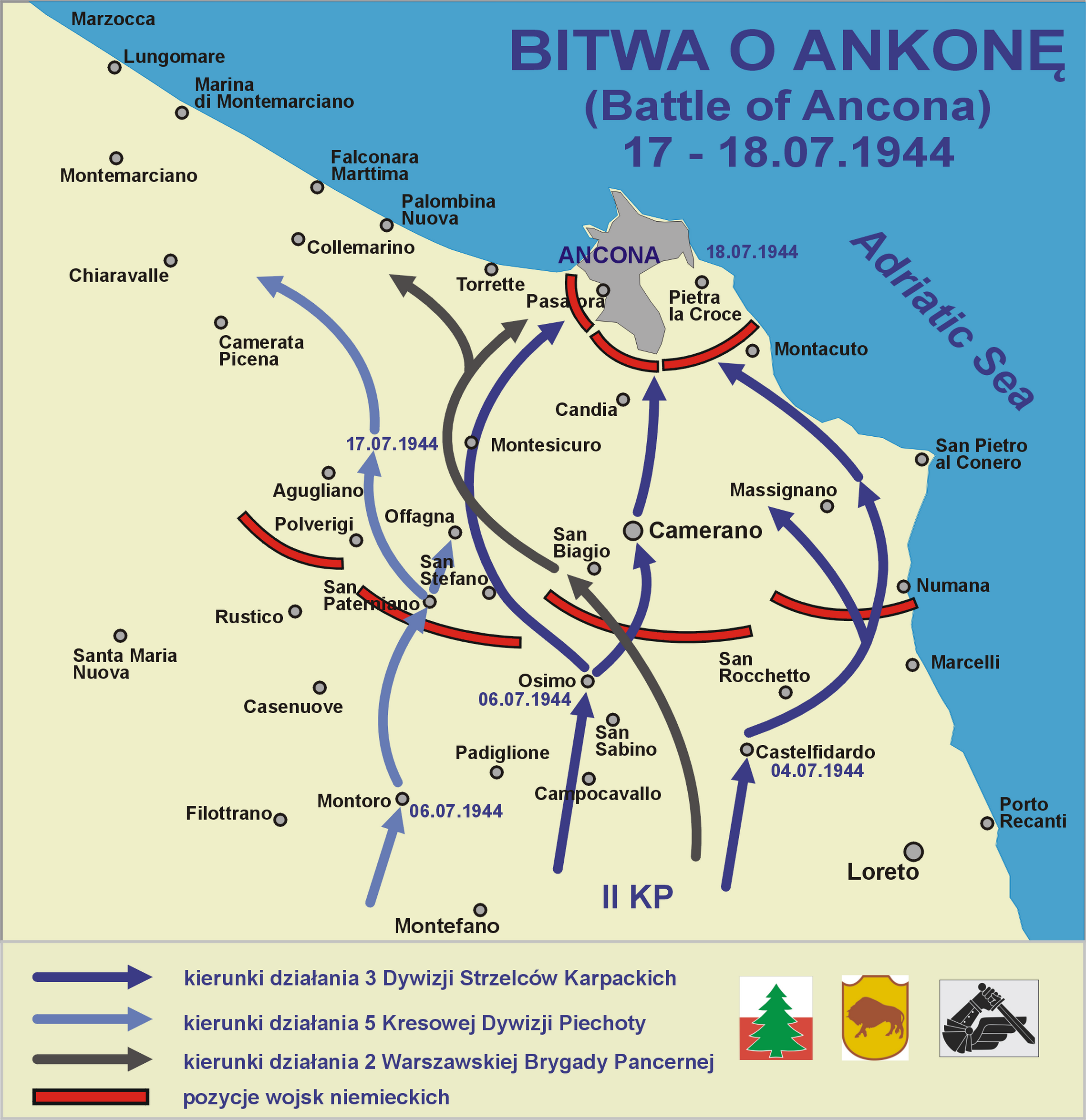
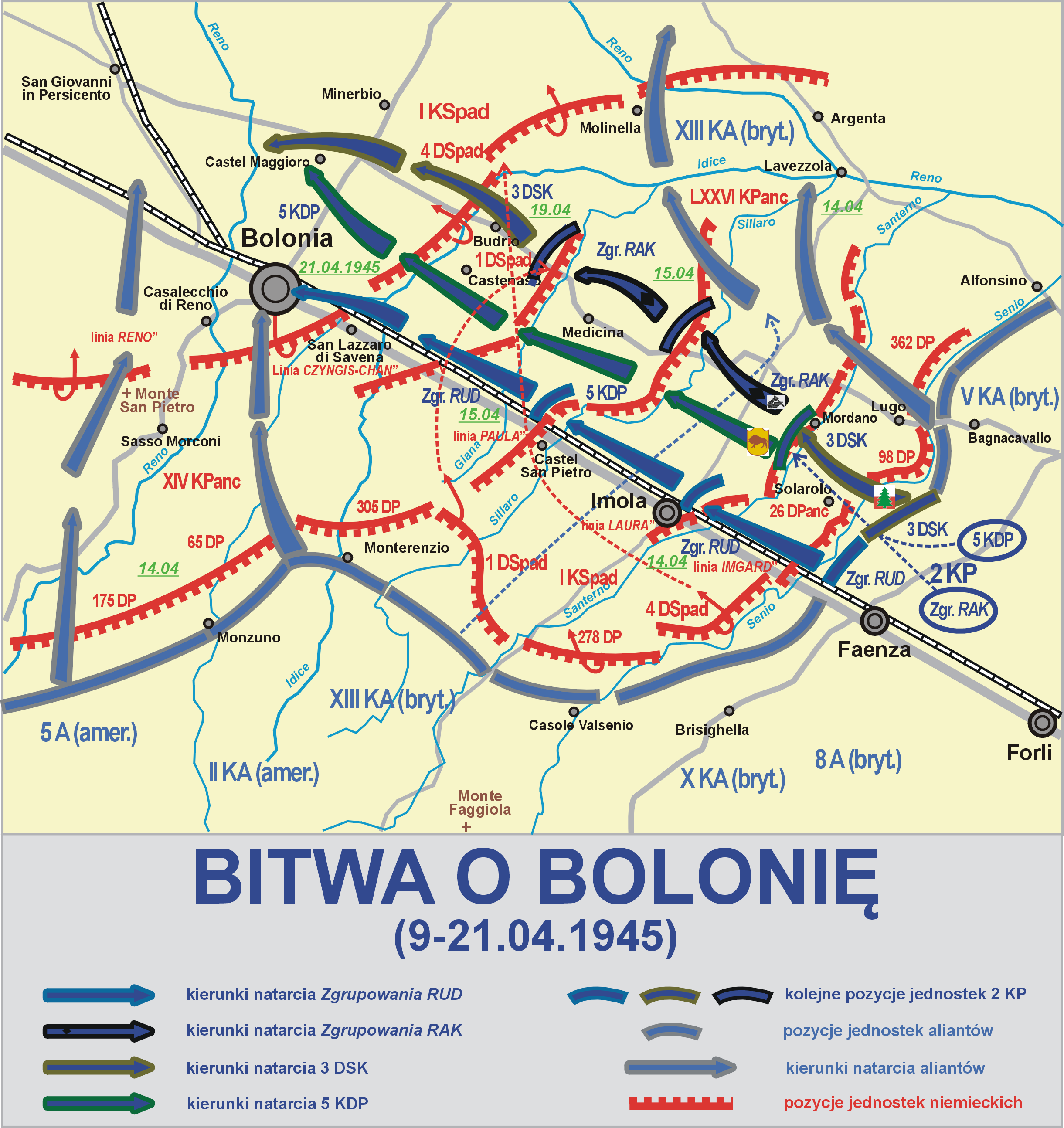